# Жінка (фільм, 1915)
«Жінка» (англ. The Woman) — американська драма режисера Джорджа Мелфорда 1915 року.

## У ролях
- Теодор Робертс — Джим Блейк
- Джеймс Нілл — Марк Робертсон
- Ернест Джой — Метью Стендіш
- Реймонд Гаттон — секретар
- Мейбл Ван Бурен — Грейс Робертсон
- Том Форман — Том Блейк
- Гелен Гілл — жінка з Нової Англії
- Др. Бейтел — детектив
- Луїс Мередіт — Ванда Келлі